# Ga Sapyeong
Ga Sapyeong (Tiếng Hàn: 사평역, Hanja: 砂平驛) là ga tàu điện ngầm trên Tàu điện ngầm Seoul tuyến 9, nằm ở Banpo-dong, Seocho-gu, Seoul.

## Lịch sử
- 18 tháng 9 năm 2008: Tên ga tàu điện ngầm Seoul tuyến 9 được quyết định là Ga Sapyeong.[1]
- 24 tháng 7 năm 2009: Bắt đầu hoạt động với việc khai trương đoạn Gaehwa ~ Sinnonhyeon của Tàu điện ngầm Seoul tuyến 9.

## Bố trí ga
| Xe buýt tốc hành ↑ |
| \| W/B             |
| ↓ Sinnonhyeon      |

| Hướng Tây  | ● Tuyến 9 | Địa phương | ← Hướng đi Dongjak · Noryangjin · Sân bay Quốc tế Gimpo · Gaehwa                                    |
| Hướng Đông | ● Tuyến 9 | Địa phương | → Hướng đi Sinnonhyeon · Seonjeongneung · Liên hợp thể thao · Bệnh viện cựu chiến binh Trung ương → |

## Xung quanh nhà ga
| Lối ra \| 나가는 곳 \| Exit \| 出口 | Lối ra \| 나가는 곳 \| Exit \| 出口                                                                                                 |
| ----------------------------------- | --- |
| 1                                   | Trung tâm cộng đồng Banpo 1-dong Trường trung học cơ sở Wonchon Trường tiểu học Wonchon Seoul Banpo Xi                              |
| 2                                   | Trung tâm cộng đồng Seocho 4-dong Trường tiểu học · Trường trung học Seoul Seowon Banpo Riche Banpo Trường tiểu học Seoul Wonmyeong |